# Holsbeek
Holsbeek es un municipio belga perteneciente a la provincia de Brabante Flamenco, en el arrondissement de Lovaina.
A 1 de enero de 2018 tiene 9905 habitantes. Comprende los deelgemeentes de Holsbeek, Kortrijk-Dutsel, Sint-Pieters-Rode y Nieuwrode.
Se ubica en la periferia nororiental de Lovaina, junto a la carretera E314 que lleva a Aquisgrán.
En la parte oriental de su término municipal se encuentra el castillo de Horst, construido en el siglo XIII.

## Demografía

### Evolución
Todos los datos históricos relativos al actual municipio, el siguiente gráfico refleja su evolución demográfica, incluyendo municipios después de efectuada la fusión el 1 de enero de 1977.
| Gráfica de evolución demográfica de Holsbeek entre 1846 y 2020 |
|                                                                |